# Alfred Duggan
Pour les articles homonymes, voir Duggan.
Alfred Duggan (12 juin 1903 - 4 avril 1964 à Ross-on-Wye) est un archéologue, écrivain et un historien britannique. Fils d'Alfred Hubert Duggan (1875-1915) et de Grace Curzon, il naît, en 1903, à Buenos Aires. Auteur de plusieurs romans sur le Moyen Âge et la Rome antique, ses écrits sont le plus souvent le résultat de recherches historiques minutieuses. Ancien excavateur archéologique à Istanboul, il a visité presque tous les champs de bataille qu'il a décrits dans son œuvre.

## Livres

### Romans
- Knight with Armour (1946)
- The Conscience of the King (1951)
- The Little Emperors (1951)
- Lady for Ransom (1953)
- Leopards and lilies (1954)
- God and My Right (1955)
- Winter Quarters (1956)
- Devil's Brood: The Angevin Family (1957)
- Three's Company (1958)
- Children of the Wolf (1959)
- Founding Fathers (1959)
- The Cunning of the Dove (1960)
- The King of Athelney (1961)
- The Right Line of Cerdic (1961)
- Lord Geoffrey's Fancy (1962)
- Besieger of Cities (1963)
- Family Favourites (1963)
- Count Bohemond (1964)
- The Romans (1965)
- Castles (1969)
- Elephants and Castles (1973)
- Alfred the Great (2005)
- Sword of Pleasure (2006)

### Récits historiques
- Thomas Becket of Canterbury (1952)
- Julius Caesar: A Great Life in Brief (1955)
- My Life for My Sheep: Thomas a Becket (1955)
- He Died Old: Mithradates Eupator, King of Pontus (1958)
- Look At Castles (1960)
- The Castle Book (1961)
- Look At Churches (1961)
- Growing Up in Thirteenth Century England (1962)
- The Story of the Crusades 1097-1291 (1963)
- Growing up with the Norman Conquest (1965)
- The Falcon And the Dove: A Life of Thomas Becket of Canterbury (1971)

## Source
- Edmundo Murray, « Duggan, Alfred Leo », Dictionary of Irish Latin American Biography (consulté le 4 octobre 2008)